# Jean Thomé
Jean Thomé (* 19. Januar 1933 in Düsseldorf; † 10. Juli 1980) war ein deutscher Sänger, Komponist und Schauspieler.

## Leben und Karriere
Jean Thomés Vater war Jurist, der es bis zum Karlsruher Bundesrichter brachte. Seine Mutter war Lehrerin und Konzertgeigerin. Er erhielt eine Ausbildung am Konservatorium in den Fächern Klavier und Kontrabass und wäre übergangslos in ein Sinfonieorchester aufgenommen worden, wenn er nicht seine Liebe zur Leichten Muse entdeckt hätte. Deretwegen spielte er lieber in Clubs und in Bands Piano, wo er bisweilen auch zu singen hatte, was ihm großen Spaß bereitete. Zunächst wurde er von Kurt Hohenberger für seine Bigband entdeckt. Auf einer großen Deutschland-Tournee durfte Thomé seine erworbenen Sangeskünste beweisen. Er trat dann dem Orchester Max Gregers bei, wo er derart für Furore sorgte, dass Greger das Potential für eine Solokarriere erkannte und ihn im Juli 1957 an eine Schallplattenfirma vermittelte. Das Markenzeichen des schwergewichtigen Sängers mit dem markanten Doppelkinn war die rauchig-heisere Stimme.
Thomé verkörperte in den 1950er-Jahren Rollen als Schauspieler und Sänger in Musikfilmen. So sang er im Film La Paloma 1959 das Titellied. Ab den 1960er-Jahren trat er vor allem in Unterhaltungssendungen des Fernsehens auf. 1972 war er an der Komposition des Liedes Ich wünsch’ mir ’ne kleine Miezekatze für die Zeichentrickfigur Wum beteiligt (die Melodie hierfür ist übernommen von The Darktown Strutters’ Ball), und 1974 komponierte er das Titellied für die Unterhaltungsshow Der Große Preis. Außerdem besorgte er die Arrangements für diverse Musik-Fernsehshows.
Thomé starb am 10. Juli 1980 bei einem Autounfall und ruht auf dem Friedhof in Germering.

## Filmografie

### Auftritte als Schauspieler und Sänger
- 1959: La Paloma
- 1959: Melodie und Rhythmus
- 1959: Du bist wunderbar
- 1960: Das Rätsel der grünen Spinne
- 1960: Wegen Verführung Minderjähriger
- 1960: O sole mio
- 1962: Café Oriental
- 1963: Der Unsichtbare

### Auftritte als Sänger in Unterhaltungssendungen
- 1959 Max macht Musik (mit Max Greger)
- 1960 Hallo, Paulchen! (mit Paul Kuhn, ARD)
- 1961 Treffpunkt Telebar (mit Jürgen Graf, ARD)
- 1961 Das wird morgen vorbei sein (ARD)
- 1962 Na, dann prost! (ARD)
- 1962 Hotel Victoria (mit Klaus Munro und Dieter Hildebrandt, ARD)
- 1962 Musik erklingt... (ARD, 4x)
- 1962 Musik aus Studio B (ARD)
- 1962 Wenn man einmal nicht zu Hause ist (ARD regional, HR)
- 1962 Spaß mit Ernst (mit Ernst Stankovski, ARD)
- 1962 Der vorvorletzte Tag (ARD)
- 1963 Hallo, Paulchen! (mit Paul Kuhn, ARD)
- 1963 Kein Lied erklingt (ARD)
- 1963 Strandgeflüster (ARD)
- 1963 Heute Schlagermarkt (ZDF)
- 1963 Rendezvous mit Jo (mit Jo Roland, SRG)
- 1964 Prosit Neujahr (ARD)
- 1964 Olympia-Ball (ZDF)
- 1965 Jetzt geht der Zirkus wieder los (ARD)
- 1965 Des Bundesbürgers liebste Wellen (ARD)
- 1965 Hofkonzert im Hinterhaus (mit Dieter Pröttel, ARD, 2x)
- 1965 Vom Ersten das Beste (ARD)
- 1966 Musik und Informationen (ARD)
- 1966 Musik erklingt... (ARD, 2x)
- 1966 Western-Songs made in Germany (ZDF)
- 1966 Der goldene Schuß (mit Lou van Burg, ZDF)
- 1966 Hofkonzert im Hinterhaus (mit Dieter Pröttel, ARD)
- 1966 Ab morgen haben wir Humor (ARD)
- 1967 Wir feuern im voraus (ARD)
- 1967 Der goldene Schuß (mit Lou van Burg, ZDF)
- 1967 Das Schlager-Panoptikum (ARD)
- 1968 Haifischbar (ARD)
- 1969 Im Gasthaus zur stillen Einkehr (ZDF)
- 1969 Garden-Party (ARD)
- 1970 Humor ist, wenn man trotzdem singt (mit Ilja Richter,ZDF)
- 1970 Das Mädchen meiner Träume (ZDF)
- 1971 Olympia - Olympia (ZDF)
- 1972 Dalli Dalli (ZDF)
- 1974 Peter Alexander präsentiert Spezialitäten (ZDF)[1]

## Diskografie

### Singles
- 1958 Armer Gigolo/Es war einmal ein treuer Husar Polydor  23 791
- 1960 Die Männer sind schon die Liebe wert/Cha-Cha-Boy, 35 488 A
- 1960 Von wo rufst du, Charlie?/Su-Su-Su-Su-Susie, 35 560 A
- 1962 Das darf doch nicht wahr sein/Sauerkraut-Polka, 45 232
- 1974 Unsere Oma fliegt im Winter nach Mallorca/Ich hab' nicht die feine englische Art

### Komponist
- 1972 Wums Gesang: Ich Wünsch Mir Ne Kleine Miezekatze
- 1974 Titelmelodie der Sendung Der Große Preis[2]